# Aborcja na Wyspach Owczych
Aborcja na Wyspach Owczych – na terenie Wysp Owczych obowiązuje duńska ustawa aborcyjna z 1956 roku. Dopuszcza ona przerwanie ciąży w trzech wypadkach: gdy ciąża zagraża życiu matki, powstała w wyniku gwałtu lub też gdy płód jest ciężko upośledzony. W przypadku kobiety zamężnej wymagana jest zgoda jej męża. Jest to najbardziej restrykcyjne ustawodawstwo aborcyjne spośród krajów skandynawskich i jedno z najbardziej restrykcyjnych w Europie.